# Сражение при Чандэ
Сражение при Чандэ (кит. трад. 常德會戰, упр. 常德会战, пиньинь Chángdé Huìzhàn) — одно из ключевых сражений японо-китайской войны (1937—1945), произошедшее 2 ноября — 24 декабря 1943 года за контроль над городом Чандэ в провинции Хунань между армиями Китайской Республики и японскими войсками. Сражение завершилось победой Китая.

## Подготовка операции
Целью наступления японских войск было нарушение автомобильного и железнодорожного сообщения с Сычуанью. Была надежда, что это помешает переброске войск из Центрального Китая в Юньнань, где союзники готовили новые дивизии для НРА. Японскими войсками в предстоящем сражении должен был командовать генерал Исаму Йокояма.  
Для участия в операции были привлечены четыре дивизии войск коллаборационистов. Из них наибольшую боевую ценность имела монгольская конница. Прибыли также три дивизии новой армии Ван Цзинвэя. Коллаборационистские войска были плохо вооружены и предназначались в основном для защиты коммуникаций. Японские войска заняли позиции на фронте протяженностью 85 км между Шаши на Янцзы в Хубэе и Хуароном в Хунани.
К 2 ноября 1943 года Исаму Йокояма, командующий 11-й японской армией, развернул 39—ю, 58-ю, 13-ю, 3-ю, 116-ю и 68-ю дивизии — в общей сложности около 60 000 солдат — для наступления на Чандэ с севера и востока. Район Чандэ обороняли 10-я, 26-я, 29-я и 33-я группы армий 6-го китайского военного района, а также силы речной обороны и два других корпуса, в общей сложности 14 корпусов. 

## Японское наступление
Наступлению японцев, произошедшему перед рассветом 2 ноября, предшествовала артиллерийская подготовка. Сначала императорская армия атаковала правый фланг. На второй день наступления пал город Наньсянь, на третий — Гунган. На левом фланге наступление началось через несколько часов. 68-я и 116-я дивизии взяли Сунцзу и форсировали реку Сунчжи. 10 ноября, захватив Аньсянь и дойдя до Ванджачжана, японские войска находились в 30-60 км от исходных позиций. На правом крыле наступление было легче, поскольку перед наступающими стояли обескровленные от предыдущих боев войска 6-го военного района, в том числе дивизии 10-й и 29-й группы армий. На левом крыле был 9-й военный район генерала Сюэ Юэ. Однако и здесь наступление продолжилось по плану.
8 ноября войска НРА предприняли контратаку, но ей помешала плохая погода, так как сильные дожди размыли дороги и не позволили переправиться через реку Ли, разделяющую фронт. Авиация на смогла поддержать атакующих. В это время правое крыло японцев, состоящее из 13-й и 39-й дивизий, двинулось на юг, к реке Шимен, и там соединилось с центральными тремя дивизиями. Усталые китайцы не смогли им противостоять. 15 ноября японская армия форсировала реку Ли, и 73-й корпус Ван Цзиньбиня отступил на запад, а остальные войска — на юг. Сюэ Юэ приказал 57-й дивизии защищать Чандэ до последнего человека, собрав остальные войска в тылу за городом. 21 ноября японские воздушно-десантные войска высадились в уезде Таоюань, открыв путь на Чандэ остальным японским войскам. 

## Бои за город
26 ноября японская пехота атаковала город и вошла в него через восточные и северные ворота. Вступлению японских войск предшествовал обстрел газовыми снарядами. Первые японские атаки были отбиты 57-й дивизией, оборонявшей город. Китайские части перешла в контратаку, оттеснив противника практически к окраине города. Сюэ Юэ перебросил к городу 6-ю дивизию генерала Суня и авиацию. В то же время к комбинированной атаке на Чандэ подключились и японские 3-я и 116-я дивизии и монгольская конница. 
В городе шли уличные бои за каждый дом. Район боевых действий постоянно обстреливался японской артиллерией. Войдя в город, японская пехота начала атаку на железнодорожный вокзал, который несколько раз переходил из рук в руки. Из-за разразившейся метели, затруднившей полеты самолетов, авиация на всегда могла поддержать обороняющихся. Остатки 57-й дивизии в Чандэ получили удар с тыла, когда японцы на более чем 100 моторных лодках высадились на реке Юань. Вечером 2 декабря бои развернулись «всего в 300 метрах» от командного пункта 57-й дивизии. 3 декабря последние 20 защитников покинули свои позиции в городе.

## Китайское контрнаступление
После захвата города позиции японцев были окружены китайцами с нескольких направлений. 8 декабря войска Сюэ Юэ начали атаку при поддержке 6 эскадрилий, в том числе двух бомбардировочных. 9 декабря 51-я дивизия 74-й армии разгромила японские войска восточнее и западнее Чандэ и 11 декабря, получив подкрепления, атаковала город. Снова начались уличные бои. Китайцам удалось перерезать японские линии снабжения, и 15 декабря, несмотря на упорное сопротивление (50 китайских самолетов было уничтожено в ходе налетов на аэропорты в Хэнъяне и Линлине), японцы были вынуждены отступить, бросив тяжелую технику и штабные документы. К 5 января 1944 года японские войска отошли на позиции до начала наступления.

## Результаты
Китайское командование оценило нанесенные японцам потери в 15 000–20 000 убитых и раненых солдат. Около половины нанесенных потерь была причинена авиацией. Однако успех Китая стоил очень дорого:  китайские армии, дислоцированные в Хунани и Хэбэе, в течение полугода были совершенно неспособны сражаться из-за расстрела всех своих боеприпасов. Применение японцами химического оружия не привело к победе в сражении. Сам город был почти полностью уничтожен. Из 5000 зданий, целыми остались только 5 домов.